# Seznam dílů seriálu Alias
Toto je seznam dílů seriálu Alias. Americký dramatický seriál Alias byl vysílán na stanici ABC v letech 2001–2006, kdy v pěti řadách vzniklo celkem 105 dílů. V Česku byl premiérově odvysílán mezi lety 2006 a 2008 na stanicích AXN a TV Nova.

## Přehled řad
| Řada | Díly | Premiéra v USA | Premiéra v USA  | Premiéra v ČR   | Premiéra v ČR   |
| Řada | Díly | První díl      | Poslední díl    | První díl       | Poslední díl    |
| ---- | ---- | -------------- | --------------- | --------------- | --------------- |
| 1    | 22   | 30. září 2001  | 12. května 2002 | 2. ledna 2006   | 31. ledna 2006  |
| 2    | 22   | 29. září 2002  | 4. května 2003  | 20. března 2006 | 29. května 2006 |
| 3    | 22   | 28. září 2003  | 23. května 2004 | 6. srpna 2007   | 17. října 2007  |
| 4    | 22   | 5. ledna 2005  | 25. května 2005 | 22. října 2007  | 14. ledna 2008  |
| 5    | 17   | 29. září 2005  | 22. května 2006 | 16. ledna 2008  | 12. března 2008 |

## Seznam dílů
České premiéry některých řad probíhaly pohyblivě mezi 23:30 a 02:00, v seznamu je datum české premiéry uvedeno podle televizního dne, tj. hodiny 00:00–06:00 se počítají k předchozímu kalendářnímu dni.

### První řada (2001–2002)
| Č. v seriálu | Č. v řadě | Původní název       | Český název       | Režie            | Scénář                            | Premiéra v USA     | Premiéra v ČR  |
| ------------ | --------- | ------------------- | ----------------- | ---------------- | --------------------------------- | ------------------ | -------------- |
| 1            | 1         | Truth Be Told       | Po pravdě řečeno  | J. J. Abrams     | J. J. Abrams                      | 30. září 2001      | 2. ledna 2006  |
| 2            | 2         | So It Begins        | Tak to začíná     | Ken Olin         | J. J. Abrams                      | 7. října 2001      | 2. ledna 2006  |
| 3            | 3         | Parity              | Rovnováha sil     | Mikael Salomon   | Alex Kurtzman a Roberto Orci      | 14. října 2001     | 4. ledna 2006  |
| 4            | 4         | A Broken Heart      | Zlomené srdce     | Harry Winer      | Vanessa Taylor                    | 21. října 2001     | 5. ledna 2006  |
| 5            | 5         | Doppelgänger        | Dvojník           | Ken Olin         | Daniel Arkin                      | 28. října 2001     | 6. ledna 2006  |
| 6            | 6         | Reckoning           | Odplata           | Dan Attias       | Jesse Alexander                   | 18. listopadu 2001 | 9. ledna 2006  |
| 7            | 7         | Color Blind         | Barvoslepý        | Jack Bender      | Roberto Orci a Alex Kurtzman      | 25. listopadu 2001 | 10. ledna 2006 |
| 8            | 8         | Time Will Tell      | Čas ukáže         | Perry Lang       | Jeff Pinkner                      | 2. prosince 2001   | 11. ledna 2006 |
| 9            | 9         | Mea Culpa           | Má vina           | Ken Olin         | Debra J. Fisher a Erica Messer    | 9. prosince 2001   | 12. ledna 2006 |
| 10           | 10        | Spirit              | Odvaha            | Jack Bender      | J. J. Abrams a Vanessa Taylor     | 16. prosince 2001  | 13. ledna 2006 |
| 11           | 11        | The Confession      | Přiznání          | Harry Winer      | J. J. Abrams a Daniel Arkin       | 6. ledna 2002      | 16. ledna 2006 |
| 12           | 12        | The Box (Part 1)    | Pouzdro (1. část) | Jack Bender      | Jesse Alexander a John Eisendrath | 20. ledna 2002     | 17. ledna 2006 |
| 13           | 13        | The Box (Part 2)    | Pouzdro (2. část) | Jack Bender      | Jesse Alexander a John Eisendrath | 10. února 2002     | 18. ledna 2006 |
| 14           | 14        | The Coup            | Odvážný čin       | Thomas J. Wright | Alex Kurtzman a Roberto Orci      | 24. února 2002     | 19. ledna 2006 |
| 15           | 15        | Page 47             | Strana 47         | Ken Olin         | J. J. Abrams a Jeff Pinkner       | 3. března 2002     | 20. ledna 2006 |
| 16           | 16        | The Prophecy        | Proroctví         | Davis Guggenheim | John Eisendrath                   | 10. března 2002    | 23. ledna 2006 |
| 17           | 17        | Q & A               | Vyšetřování       | Ken Olin         | J. J. Abrams                      | 17. března 2002    | 24. ledna 2006 |
| 18           | 18        | Masquerade          | Maškaráda         | Craig Zisk       | Alex Kurtzman a Roberto Orci      | 7. dubna 2002      | 25. ledna 2006 |
| 19           | 19        | Snowman             | Sněhulák          | Barnet Kellman   | Jesse Alexander a Jeff Pinkne     | 14. dubna 2002     | 26. ledna 2006 |
| 20           | 20        | The Solution        | Tekutina          | Dan Attias       | John Eisendrath                   | 21. dubna 2002     | 27. ledna 2006 |
| 21           | 21        | Rendezvous          | Schůzka           | Ken Olin         | Debra J. Fisher a Erica Messer    | 5. května 2002     | 30. ledna 2006 |
| 22           | 22        | Almost Thirty Years | Skoro třicet let  | J. J. Abrams     | J. J. Abrams                      | 12. května 2002    | 31. ledna 2006 |

### Druhá řada (2002–2003)
| Č. v seriálu | Č. v řadě | Původní název      | Český název          | Režie             | Scénář                                         | Premiéra v USA     | Premiéra v ČR   |
| ------------ | --------- | ------------------ | -------------------- | ----------------- | ---------------------------------------------- | ------------------ | --------------- |
| 23           | 1         | The Enemy Walks In | Nepřítel se vzdává   | Ken Olin          | J. J. Abrams                                   | 29. září 2002      | 20. března 2006 |
| 24           | 2         | Trust Me           | Věř mi               | Craig Zisk        | John Eisendrath                                | 6. října 2002      | 20. března 2006 |
| 25           | 3         | Cipher             | Šifra                | Dan Attias        | Alex Kurtzman a Roberto Orci                   | 13. října 2002     | 27. března 2006 |
| 26           | 4         | Dead Drop          | Mrtvá schránka       | Guy Bee           | Jesse Alexander                                | 20. října 2002     | 27. března 2006 |
| 27           | 5         | The Indicator      | Ukazatel             | Ken Olin          | Jeff Pinkner                                   | 3. listopadu 2002  | 3. dubna 2006   |
| 28           | 6         | Salvation          | Záchrana             | Perry Lang        | Alex Kurtzman a Roberto Orci                   | 10. listopadu 2002 | 3. dubna 2006   |
| 29           | 7         | The Counteragent   | Protilék             | Dan Attias        | John Eisendrath                                | 17. listopadu 2002 | 10. dubna 2006  |
| 30           | 8         | Passage (Part 1)   | Sbližování (1. část) | Ken Olin          | Debra J. Fisher a Erica Messer                 | 1. prosince 2002   | 10. dubna 2006  |
| 31           | 9         | Passage (Part 2)   | Sbližování (2. část) | Ken Olin          | Crystal Nix-Hines                              | 8. prosince 2002   | 17. dubna 2006  |
| 32           | 10        | The Abduction      | Únos                 | Nelson McCormick  | Alex Kurtzman a Roberto Orci                   | 15. prosince 2002  | 17. dubna 2006  |
| 33           | 11        | A Higher Echelon   | Hra o Echelon        | Guy Bee           | John Eisendrath                                | 5. ledna 2003      | 24. dubna 2006  |
| 34           | 12        | The Getaway        | Útěk                 | Lawrence Trilling | Jeff Pinkner                                   | 12. ledna 2003     | 24. dubna 2006  |
| 35           | 13        | Phase One          | První fáze           | Jack Bender       | J. J. Abrams                                   | 26. ledna 2003     | 1. května 2006  |
| 36           | 14        | Double Agent       | Dvojitý agent        | Ken Olin          | Alex Kurtzman a Roberto Orci                   | 2. února 2003      | 1. května 2006  |
| 37           | 15        | A Free Agent       | Nezávislý agent      | Alex Kurtzman     | Alex Kurtzman a Roberto Orc                    | 9. února 2003      | 8. května 2006  |
| 38           | 16        | Firebomb           | Ohnivá bomba         | Craig Zisk        | John Eisendrath                                | 23. února 2003     | 8. května 2006  |
| 39           | 17        | A Dark Turn        | Temný obrat          | Ken Olin          | Jesse Alexander                                | 2. března 2003     | 15. května 2006 |
| 40           | 18        | Truth Takes Time   | Pravda chce svůj čas | Nelson McCormick  | J. R. Orci                                     | 16. března 2003    | 15. května 2006 |
| 41           | 19        | Endgame            | Koncovka             | Perry Lang        | Sean Gerace                                    | 30. března 2003    | 22. května 2006 |
| 42           | 20        | Countdown          | Odpočet              | Lawrence Trilling | R. P. Gaborno a Jeff Pinkner                   | 27. dubna 2003     | 22. května 2006 |
| 43           | 21        | Second Double      | Druhý dvojitý agent  | Ken Olin          | námět: Breen Frazier scénář: Crystal Nix-Hines | 4. května 2003     | 29. května 2006 |
| 44           | 22        | The Telling        | Odhalení             | J. J. Abrams      | J. J. Abrams                                   | 4. května 2003     | 29. května 2006 |

### Třetí řada (2003–2004)
| Č. v seriálu | Č. v řadě | Původní název   | Český název      | Režie             | Scénář                                                   | Premiéra v USA     | Premiéra v ČR  |
| ------------ | --------- | --------------- | ---------------- | ----------------- | -------------------------------------------------------- | ------------------ | -------------- |
| 45           | 1         | The Two         | Dva              | Ken Olin          | J. J. Abrams                                             | 28. září 2003      | 6. srpna 2007  |
| 46           | 2         | Succession      | Dědictví         | Dan Attias        | Alex Kurtzman a Roberto Orci                             | 5. října 2003      | 8. srpna 2007  |
| 47           | 3         | Reunion         | Shledání         | Jack Bender       | Jeff Pinkner                                             | 12. října 2003     | 13. srpna 2007 |
| 48           | 4         | A Missing Link  | Chybějící článek | Lawrence Trilling | Monica Breen a Alison Schapker                           | 19. října 2003     | 15. srpna 2007 |
| 49           | 5         | Repercussions   | Následky         | Ken Olin          | Jesse Alexander                                          | 26. října 2003     | 20. srpna 2007 |
| 50           | 6         | The Nemesis     | Nemesis          | Lawrence Trilling | Crystal Nix-Hines                                        | 2. listopadu 2003  | 22. srpna 2007 |
| 51           | 7         | Prelude         | Předehra         | Jack Bender       | J. R. Orci                                               | 9. listopadu 2003  | 27. srpna 2007 |
| 52           | 8         | Breaking Point  | Bod zlomu        | Dan Attias        | Breen Frazier                                            | 23. listopadu 2003 | 29. srpna 2007 |
| 53           | 9         | Conscious       | Při smyslech     | Ken Olin          | Josh Appelbaum a André Nemec                             | 30. listopadu 2003 | 3. září 2007   |
| 54           | 10        | Remnants        | Střípky paměti   | Jack Bender       | Jeff Pinkner                                             | 7. prosince 2003   | 5. září 2007   |
| 55           | 11        | Full Disclosure | Odhalení         | Lawrence Trilling | Jesse Alexander                                          | 11. ledna 2004     | 10. září 2007  |
| 56           | 12        | Crossings       | Průsečíky        | Ken Olin          | Josh Appelbaum a André Nemec                             | 18. listopadu 2004 | 12. září 2007  |
| 57           | 13        | After Six       | Po šesté         | Maryann Brandon   | Monica Breen a Alison Schapker                           | 15. února 2004     | 17. září 2007  |
| 58           | 14        | Blowback        | Zpětný úder      | Lawrence Trilling | Laurence Andries                                         | 7. března 2004     | 19. září 2007  |
| 59           | 15        | Façade          | Zdání klame      | Jack Bender       | R. P. Gaborno a Christopher Hollier                      | 14. března 2004    | 24. září 2007  |
| 60           | 16        | Taken           | Únos             | Lawrence Trilling | J. R. Orci                                               | 21. března 2004    | 26. září 2007  |
| 61           | 17        | The Frame       | Podraz           | Max Mayer         | Crystal Nix-Hines                                        | 28. března 2004    | 1. října 2007  |
| 62           | 18        | Unveiled        | Odhalena         | Jack Bender       | Monica Breen a Alison Schapker                           | 11. dubna 2004     | 3. října 2007  |
| 63           | 19        | Hourglass       | Přesýpací hodiny | Ken Olin          | Josh Appelbaum a André Nemec                             | 18. dubna 2004     | 8. října 2007  |
| 64           | 20        | Blood Ties      | Pokrevní svazky  | Jack Bender       | námět: Monica Breen a Alison Schapker scénář: J. R. Orci | 25. dubna 2004     | 10. října 2007 |
| 65           | 21        | Legacy          | Odkaz            | Lawrence Trilling | Jesse Alexander                                          | 2. května 2004     | 15. října 2007 |
| 66           | 22        | Resurrection    | Vzkříšení        | Ken Olin          | Jeff Pinkner                                             | 23. května 2004    | 17. října 2007 |

### Čtvrtá řada (2005)
| Č. v seriálu | Č. v řadě | Původní název                      | Český název                         | Režie                | Scénář                         | Premiéra v USA  | Premiéra v ČR      |
| ------------ | --------- | ---------------------------------- | ----------------------------------- | -------------------- | ------------------------------ | --------------- | ------------------ |
| 67           | 1         | Authorized Personnel Only (Part 1) | Nepovolaným vstup zakázán (1. část) | Ken Olin             | J. J. Abrams a Jeff Melvoin    | 5. ledna 2005   | 22. října 2007     |
| 68           | 2         | Authorized Personnel Only (Part 2) | Nepovolaným vstup zakázán (2. část) | Ken Olin             | J. J. Abrams a Jeff Melvoin    | 5. ledna 2005   | 24. října 2007     |
| 69           | 3         | The Awful Truth                    | Nemilosrdná pravda                  | Lawrence Trilling    | Jesse Alexander                | 12. ledna 2005  | 29. října 2007     |
| 70           | 4         | Ice                                | Led                                 | Jeffrey Bell         | Jeffrey Bell                   | 19. ledna 2005  | 31. října 2007     |
| 71           | 5         | Welcome to Liberty Village         | Městečko svobody                    | Kevin Hooks          | Drew Goddard                   | 26. ledna 2005  | 5. listopadu 2007  |
| 72           | 6         | Nocturne                           | Nokturno                            | Lawrence Trilling    | Jeff Pinkner                   | 9. února 2005   | 7. listopadu 2007  |
| 73           | 7         | Détente                            | Vyjednávání                         | Craig Zisk           | Monica Breen a Alison Schapker | 16. února 2005  | 12. listopadu 2007 |
| 74           | 8         | Echoes                             | Stíny minulosti                     | Dan Attias           | André Nemec a Josh Appelbaum   | 23. února 2005  | 14. listopadu 2007 |
| 75           | 9         | A Man of His Word                  | Muž pevných zásad                   | Marita Grabiak       | Breen Frazier                  | 2. března 2005  | 19. listopadu 2007 |
| 76           | 10        | The Index                          | Seznam                              | Lawrence Trilling    | J. R. Orci a Alison Schapker   | 9. března 2005  | 21. listopadu 2007 |
| 77           | 11        | The Road Home                      | Cesta domů                          | Maryann Brandon      | André Nemec a Josh Appelbaum   | 16. března 2005 | 26. listopadu 2007 |
| 78           | 12        | The Orphan                         | Sirotek                             | Ken Olin             | Jeffrey Bell a Monica Breen    | 23. března 2005 | 28. listopadu 2007 |
| 79           | 13        | Tuesday                            | Takové obyčejné úterý               | Frederick E. O. Toye | Drew Goddard a Breen Frazier   | 30. března 2005 | 3. prosince 2007   |
| 80           | 14        | Nightingale                        | Slavík                              | Lawrence Trilling    | Breen Frazier                  | 6. dubna 2005   | 5. prosince 2007   |
| 81           | 15        | Pandora                            | Pandora                             | Kevin Hooks          | J. R. Orci a Jeff Pinkner      | 13. dubna 2005  | 10. prosince 2007  |
| 82           | 16        | Another Mister Sloane              | Pan Sloane a jeho klon              | Greg Yaitanes        | Luke McMullen                  | 20. dubna 2005  | 12. prosince 2007  |
| 83           | 17        | A Clean Conscience                 | Čisté svědomí                       | Lawrence Trilling    | J. R. Orci                     | 27. dubna 2005  | 17. prosince 2007  |
| 84           | 18        | Mirage                             | Fata morgana                        | Brad Turner          | Steven Kane                    | 4. května 2005  | 19. prosince 2007  |
| 85           | 19        | In Dreams…                         | Snění                               | Jennifer Garner      | Jon Robin Baitz                | 11. května 2005 | 2. ledna 2008      |
| 86           | 20        | The Descent                        | Rodinná pouta                       | Jeffrey Bell         | Jeffrey Bell                   | 18. května 2005 | 7. ledna 2008      |
| 87           | 21        | Search and Rescue                  | Záchranná operace                   | Lawrence Trilling    | Monica Breen a Alison Schapker | 18. května 2005 | 9. ledna 2008      |
| 88           | 22        | Before the Flood                   | Před potopou                        | Lawrence Trilling    | Josh Appelbaum a André Nemec   | 25. května 2005 | 14. ledna 2008     |

### Pátá řada (2005–2006)
| Č. v seriálu | Č. v řadě | Původní název                   | Český název                       | Režie                   | Scénář                         | Premiéra v USA     | Premiéra v ČR   |
| ------------ | --------- | ------------------------------- | --------------------------------- | ----------------------- | ------------------------------ | ------------------ | --------------- |
| 89           | 1         | Prophet Five                    | Prorok Pět                        | Ken Olin                | Alison Schapker a Monica Breen | 29. září 2005      | 16. ledna 2008  |
| 90           | 2         | …1…                             | Doručitelný                       | Fredrick E. O. Toye     | J. R. Orci                     | 6. října 2005      | 21. ledna 2008  |
| 91           | 3         | The Shed                        | Bouda                             | Tucker Gates            | Breen Frazier                  | 13. října 2005     | 23. ledna 2008  |
| 92           | 4         | Mockingbird                     | Drozdík                           | Fredrick E. O. Toye     | Drew Goddard                   | 20. října 2005     | 28. ledna 2008  |
| 93           | 5         | Out of the Box                  | Venku z pouzdra                   | Jay Torres              | Jesse Alexander                | 27. října 2005     | 30. ledna 2008  |
| 94           | 6         | Solo                            | Sólo                              | Jeffrey Bell            | Jeffrey Bell                   | 10. listopadu 2005 | 4. února 2008   |
| 95           | 7         | Fait Accompli                   | Hotová věc                        | Richard Coad            | Andi Bushell                   | 17. listopadu 2005 | 6. února 2008   |
| 96           | 8         | Bob                             | Bob                               | Donald Thorin, Jr.      | Monica Breen a Alison Schapker | 7. prosince 2005   | 11. února 2008  |
| 97           | 9         | The Horizon                     | Horizont                          | Tucker Gates            | Josh Applebaum a André Nemec   | 14. prosince 2005  | 13. února 2008  |
| 98           | 10        | S.O.S.                          | S.O.S.                            | Karen Gaviola           | J. R. Orci                     | 19. dubna 2006     | 18. února 2008  |
| 99           | 11        | Maternal Instinct               | Mateřský instinkt                 | Tucker Gates            | Breen Frazier                  | 19. dubna 2006     | 20. února 2008  |
| 100          | 12        | There's Only One Sydney Bristow | Existuje jediná Sydney Bristowová | Robert M. Williams, Jr. | Drew Goddard                   | 26. dubna 2006     | 25. února 2008  |
| 101          | 13        | 30 Seconds                      | 30 sekund                         | Fredrick E. O. Toye     | Alison Schapker a Monica Breen | 3. května 2006     | 27. února 2008  |
| 102          | 14        | I See Dead People               | Vidím všechny ty mrtvé            | Jamie Babbit            | Andi Bushell a J. R. Orci      | 10. května 2006    | 3. března 2008  |
| 103          | 15        | No Hard Feelings                | Nic ve zlém                       | Tucker Gates            | Sam Humphrey                   | 17. května 2006    | 5. března 2008  |
| 104          | 16        | Reprisal                        | Odveta                            | Fredrick E. O. Toye     | Monica Breen a Alison Schapker | 22. května 2006    | 10. března 2008 |
| 105          | 17        | All the Time in the World       | Všechen čas světa                 | Tucker Gates            | Drew Goddard a Jeff Pinkner    | 22. května 2006    | 12. března 2008 |